# Comissionat del Govern Davant del Repte Demogràfic
El Comissionat del Govern Davant del Repte Demogràfic o Comissionat del Govern per al Repte Demogràfic és un òrgan unipersonal del Govern d'Espanya, dependent orgànicament del Ministeri de Política Territorial i Funció Pública, encarregat de l'elaboració i el desenvolupament d'una estratègia nacional enfront del repte demogràfic i aquelles tasques que contribueixin a donar resposta a la problemàtica del progressiu envelliment poblacional, del despoblament territorial i dels efectes de la població flotant.
El titular del càrrec és designat lliurement (és a dir, sense necessitat de concurs, mèrits o aprovació parlamentària) pel Ministre de Política Territorial i Funció Pública.
El Comissionat posseeix una oficina pròpia que compta amb el necessari suport administratiu i material de tots els òrgans dels diferents Departaments ministerials. El càrrec se suprimirà una vegada complerts els objectius que van determinar la seva creació.

## Funcions
Segons el Reial decret 40/2017 pel qual es va crear el càrrec, correspon al Comissionat del Govern:
- Elaborar i desenvolupar una estratègia nacional enfront del repte demogràfic, que reculli el conjunt de propostes, mesures i actuacions necessàries per aconseguir l'equilibri de la piràmide poblacional, incloent tant les que corresponen a la Administració General de l'Estat en l'àmbit de les seves competències, com les que puguin resultar del suport i col·laboració de les altres Administracions Públiques en el seu respectiu àmbit d'actuació.
- Impulsar i executar les actuacions previstes en el paràgraf anterior i quantes altres adopti el Govern en aquesta matèria.
- Elevar informes periòdics al Govern sobre les activitats desenvolupades i els resultats obtinguts.
- Rebre dels diferents departaments ministerials i dels organismes públics adscrits als mateixos, la informació necessària per a l'exercici de les seves funcions.
- Recaptar quanta informació resulti necessària per al compliment de les seves funcions, i convocar quantes reunions calguin a aquest efecte.
- Canalitzar i coordinar iniciatives proposades per les Administracions Públiques, així com per les organitzacions sectorials i qualssevol altres persones o entitats públiques o privades.
- Participar en els treballs de les comissions, grups de treball i òrgans col·legiats constituïts per fer front a les necessitats derivades del fenomen del desequilibri poblacional.

## Grups de Treball
El Comissionat del Govern acordarà la constitució de grups de treball per a l'assistència tècnica en l'acompliment de les seves funcions, que podran tenir o no caràcter permanent. En aquests grups de treball s'integraran, en tot cas, un representant de cadascun dels ministeris i organismes públics estatals competents en funció dels assumptes a tractar. El Comissionat del Govern podrà convidar a participar en les reunions del grup de treball a representants de quantes Administracions Públiques, organismes i entitats públiques o privades consideri convenient en atenció als assumptes que es vagin a abordar.
El règim de funcionament dels grups de treball que es constitueixin s'ajustarà al que es disposa en la secció 3a. del capítol II, títol preliminar, de la Llei 40/2015, d'1 d'octubre, de Règim Jurídic del Sector Públic.

## Llista de Comissionats
- Edelmira Barreira Diz (27 de gener de 2017-23 de juny de 2018)[4][5]
- Isaura Leal Fernández (23 de juny de 2018-present)[6]

## Crítiques
El 20 de novembre de 2017, el mitjà digital Sueldos Públicos va denunciar que la pàgina web del Comissionat no mostrava cap comunicat de premsa ni cap activitat del seu titular, malgrat portar ja deu mesos en el càrrec. L'endemà, la web va ser actualitzada amb la llista d'esdeveniments als quals havia assistit Edelmira Barreiro.
Al desembre de 2017, el grup socialista en el Congrés va reclamar la compareixença de Barreiro per informar sobre el seu treball i sobre l'estratègia l'elaboració de la qual li ha estat encomanada, ja que a aquesta data no havien rebut cap informació.